# جف برچ
جف برچ (انگلیسی: Jeff Birch; ۲۱ اکتبر ۱۹۲۷ – ژوئن ۲۰۰۵ (aged 77)) بازیکن فوتبال اهل بریتانیا بود.
از باشگاه‌هایی که در آن بازی کرده‌است می‌توان به باشگاه فوتبال یورک سیتی و باشگاه فوتبال شفیلد یونایتد اشاره کرد.